# ريد شتاينر
ريد شتاينر (بالإنجليزية: Red Steiner) هو لاعب كرة قاعدة أمريكي، ولد في 7 يناير 1915، وتوفي في 16 نوفمبر 2001.